# Stomaphis yanonis
Stomaphis yanonis är en insektsart. Stomaphis yanonis ingår i släktet Stomaphis och familjen långrörsbladlöss.

## Underarter
Arten delas in i följande underarter:
- S. y. aesculi
- S. y. yanonis